# Hargrave Hill
Hargrave Hill är en kulle i Antarktis. Den ligger i Västantarktis. Argentina, Chile och Storbritannien gör anspråk på området. Toppen på Hargrave Hill är 1 007 meter över havet.
Terrängen runt Hargrave Hill är kuperad åt nordväst, men åt sydost är den bergig.  Trakten är obefolkad. Det finns inga samhällen i närheten.